# Vidkun Quisling
Vidkun Abraham Lauritz Jonssøn Quisling (norskt uttal: [ˈvɪ̀dkʉn ˈkvɪ̀slɪŋ] ( lyssna); mer känd som bara Vidkun Quisling), född 18 juli 1887 i Fyresdal i Telemark fylke, död 24 oktober 1945 (avrättad) på Akershus fästning i Oslo, var en norsk officer och politiker. Han var försvarsminister 1931–1933 och Norges regeringschef 1942–1945 under den tyska ockupationen.

## Biografi

### Unga år
Vidkun Quisling var son till prästen och genealogen Jon Lauritz Qvisling. Han växte upp i Fyresdal, Telemark och Gjerpen (utanför Skien). I Drammen gick han på Drammens latinskole. Han uppmärksammades av tidningen Drammens Tidende sedan han med risk för eget liv hade räddat en flicka från att drunkna i Drammenälven. Quisling avlade studenten 1905 efter studier i Skien.

### Officer, hjälparbetare, militärattaché, försvarsminister
Vidkun Quisling avslutade 1911 sina studier vid den norska krigshögskolans artillerilinje. Hans studieresultat var ypperliga. Ingen hade erhållit så höga betyg sedan skolans grundläggning 1817. Quisling befordrades 1917 till kapten. Åren 1918–1919 var han stationerad i Petrograd (idag Sankt Petersburg) som norsk militärattaché. Åren 1919–1921 innehade han samma post i Helsingfors. När massvält hotade Armenien och Ukraina igångsatte det nyetablerade Nationernas förbund en internationell hjälpkommitté för samordnade nödinsatser. Fridtjof Nansen, som efter första världskriget arbetat med att repatriera krigsfångar, utsågs sommaren 1921 till högkommissarie för den så kallade Rysslandshjälpen. Den norske polarfararen engagerade Quisling för att sköta nödhjälpsinsatserna på plats. Uppdraget satte tills vidare stopp för den militära karriären.
Quisling fick tjänstledigt i sju månader från den norska generalstaben och anlände till Ukraina i februari 1922. Där bedömde han att åtta miljoner av landets 26 miljoner invånare var drabbade av katastrofen och att cirka en miljon människor hade svultit ihjäl eller dött av grasserande sjukdomar, bland annat olika typer av tyfus och kolera. Hjälpsändningarna nådde Ukraina från och med maj 1922. Enligt en bedömare räddade Rysslandshjälpens insatser livet på en miljon människor, varav 200 000 direkt till följd av Quislings ansträngningar. Av Nansen erhöll Quisling strålande vitsord för sitt arbete som avslutades i augusti 1922. Quisling ingick samma år äktenskap med Maria Quisling.
Åren 1926–1929 var Quisling bosatt i Moskva. Under perioden tillvaratog han brittiska intressen, efter att Storbritannien brutit de diplomatiska förbindelserna med Sovjetunionen. För sitt arbete belönades Quisling 1929 med utmärkelsen Brittiska imperieorden. Britterna återtog emellertid utmärkelsen våren 1944.

### Tidig politisk orientering (1923–1933)
Under 1923 yrkade Quisling på att Norge skulle erkänna Sovjetunionen. Quisling har ibland tolkats som sympatiserande med Lenins kommunistiska regim. Radikala ledare inom den norska arbetarrörelsen uppgav att de blev kontaktade av Quisling 1925 om att organisera väpnade styrkor, rödgardister i hemlandet. När Quisling återvände till Norge i december 1929 tog han dock kraftigt avstånd från kommunismen och varnade för dess utbredning i en rad artiklar i Oslotidningen Tidens Tegn samt i boken Russland og vi (1930).

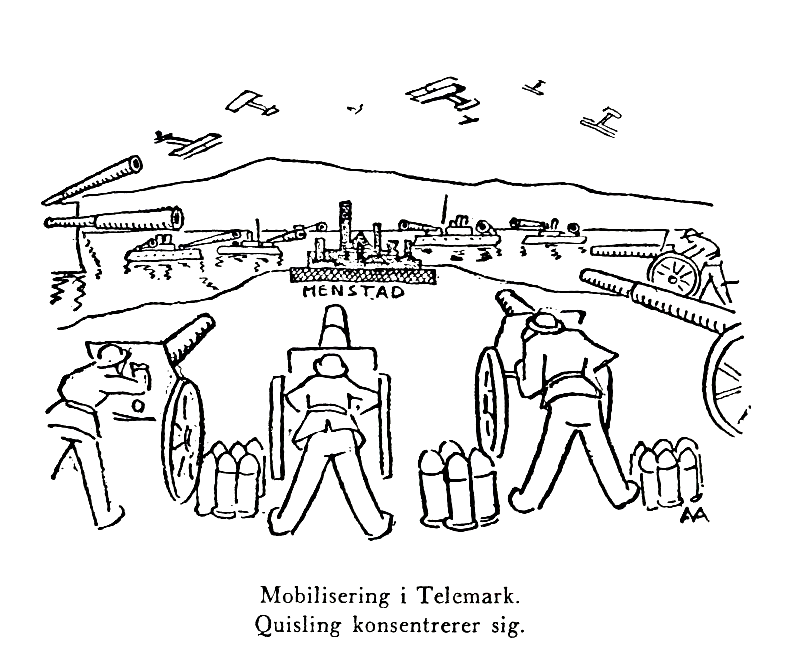
1931–33 var Quisling Norges försvarsminister. Den här tidningsteckningen syftar på Menstadkonflikten i juni 1931, då försvarsministern kallade in militär för att skydda strejkbrytare. Detta skedde en knapp månad efter de snarlika Ådalshändelserna i Sverige.

År 1931 grundade Quisling tillsammans med Frederik Prytz Nordisk folkereisning i Norge, som var tänkt som en elit-organisation med fascistisk inriktning av personer i företagslivet, försvaret och förvaltning.
Åren 1931–1933 var Quisling försvarsminister i två bondepartiregeringar, först med statsminister Peder Kolstad sedan Jens Hundseid. År 1932 uppgav Quisling att han blev angripen på departementet av okända personer som kastade peppar i ögonen på honom. Händelsen har gått till historien som ”pepparattentatet”, men polisutredningen kunde inte identifiera någon misstänkt. Den 7 april 1932 påstod försvarsminister Quisling i Stortinget att den norska arbetarrörelsen med hjälp av Sovjetunionen planerade ett väpnat maktövertagande. För att utreda anklagelsen tillsatte Stortinget ett särskilt utskott, som inte kunde bekräfta Quislings beskyllningar.

### Partiledare för Nasjonal Samling (1933–)
År 1933 grundande Quisling tillsammans med Johan Bernhard Hjort partiet Nasjonal Samling, NS. I början förespråkade partiet en kristen-konservativ politik. Dock står i inledningen till partiprogrammet 1934 att NS står för: ”en norsk, ny och sann socialisme.” Gemenskapen skulle vara överordnad individen, uttryckt i slagordet ”Fellesnytte foran egennytte.”  Efter 1935 kom partiet att närma sig den tyska nationalsocialismen. Quisling ansåg sig ha insikter i historiens syften och hyllade ledarprincipen. Nasjonal Samling förblev till krigsutbrottet 1939 en obetydlig kraft i norsk politik, med knappt mer än 1000 medlemmar. 1943 kunde man registrera 43000 medlemmar. Vid Stortingsvalet 1933 fick NS två procent av rösterna men inga mandat. Vid valet 1936 hade väljarstödet sjunkit ytterligare.
Quisling var mån om att utveckla egna kontakter med Nazityskland. Den tyske ledaren Adolf Hitler stödde aktivt Nasjonal Samling och Quisling fick audiens hos denne vid några tillfällen. De samtalade om Norges och Nordens framtid inom ett "storgermanskt" rike. Efter ett möte 1939 beordrade Hitler sin generalstab att undersöka hur "Tyskland kan skaffa sig besittning över Norge". Den 3 april 1940, bara sex dygn innan Tyskland gick till angrepp mot Norge och Danmark, sammanträffade Quisling med tyska underrättelseofficerare i Köpenhamn. Samtalen rörde detaljer i norska försvaret.

### Tysklands angrepp – Quislings statskupp (1940)
Tyskland angrep Norge den 9 april 1940. Klockan 19.32 samma kväll höll Quisling ett radiotal. I talet hävdade han att den norska regeringen, ministären Nygaardsvold, hade avgått och att han själv bildat en ny regering med sig själv som Norges stats- och utrikesminister. Quisling beordrade även ett stopp för mobiliseringen av norska stridsstyrkor. Genom att Quisling på eget bevåg förklarade den legitima norska regeringen avsatt, hade han genomfört en statskupp. Detta överrumplade troligen den tyska administration som skulle genomföra ockupationen, vilken först tänkt sig att landet skulle styras genom något av de etablerade norska partierna. Den tyska ockupationsmakten valde också att avsätta Quislings regering efter endast några dygn. Åsidosättandet ingick i den maktkamp mellan Quisling och hans tyska motståndare där båda parter sökte stöd hos Hitler.

### Vidkun Quisling under andra världskriget (1940–1945)

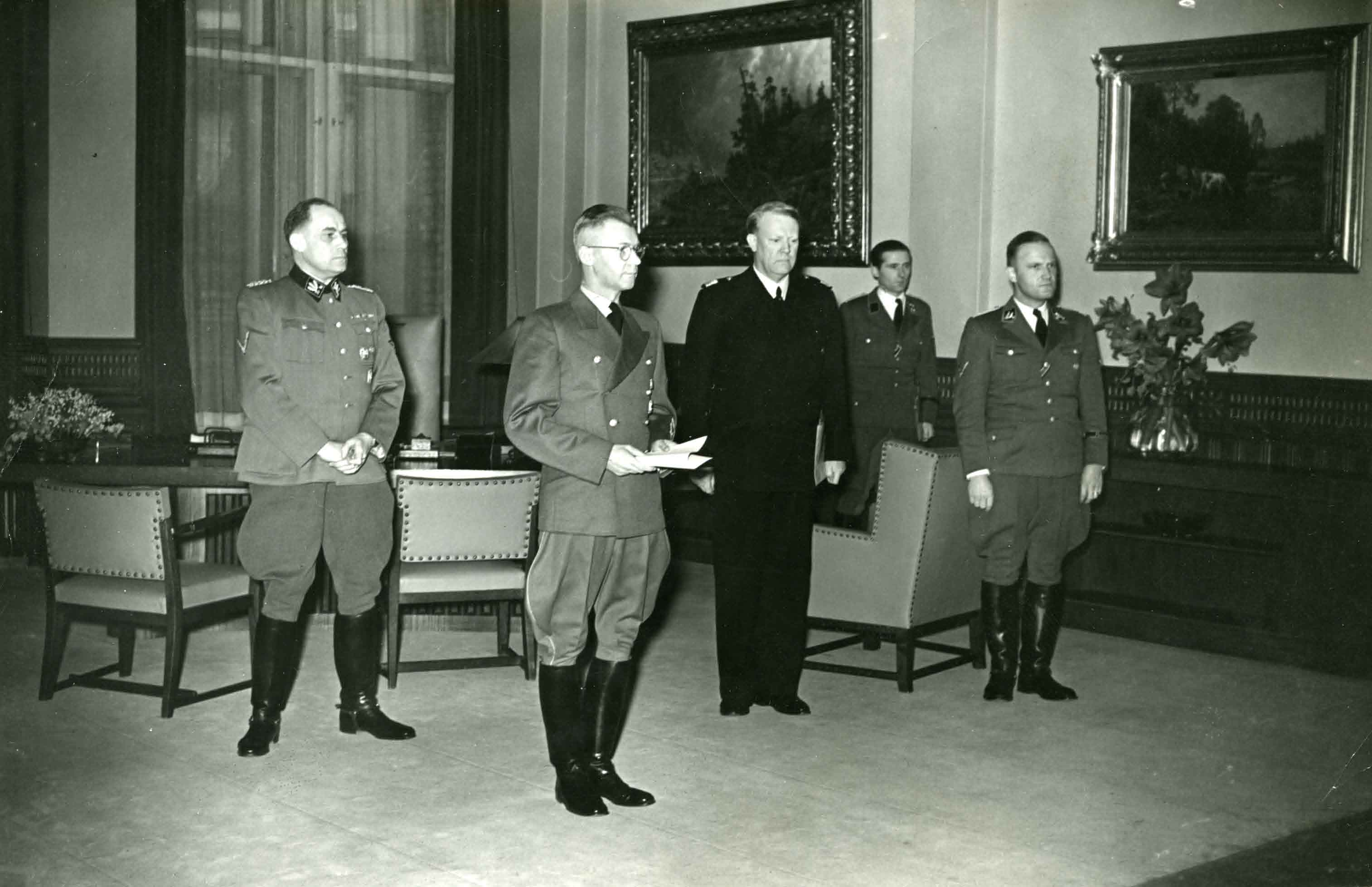
Statsakten den 1 februari 1942: Wilhelm Rediess, Josef Terboven, Vidkun Quisling, Rudolf Schiedermair och Paul Wegener.

När Quisling sköts åt sidan tog det så kallade administrationsrådet över styrelsen av det ockuperade Norge, som erkändes av den lagliga norska regeringen. Administrationsrådet, som bestod av jurister och ämbetsmän, saknade politiska befogenheter. Josef Terboven utnämndes den 24 april 1940 till tysk rikskommissarie (Reichskommissar für die vom Deutschen Reich besetzten norwegischen Gebiete). Han strävade efter ett direkt tyskt styre över Norge. Hitler stödde dock Quisling, vilket garanterade denne en stark maktposition och Terboven tvingades återinsätta Quisling som Norges högste politiske chef: som ledare för "de kommisariske statsråder" den 25 september 1940. Ockupationsmakten lagfäste 1942 Nasjonal Samling till det enda "statsbärande" partiet samt förbjöd alla andra politiska partier. Genom den så kallade statsakten på Akershus fästning den 1 februari 1942 utsågs Quisling till ministerpresident, en titel som han behöll fram till krigsslutet. Den 8 maj 1945 kapitulerade de tyska stridskrafterna i Norge. Quisling meddelade via ombud att han var villig att förhandla. Han krävde bland annat att få stanna i husarrest i sitt hem Gimle på Bygdøy, men denna begäran avslogs av den norske riksåklagaren, Sven Arntzen.

### Freden, dödsdomen och avrättningen (1945)

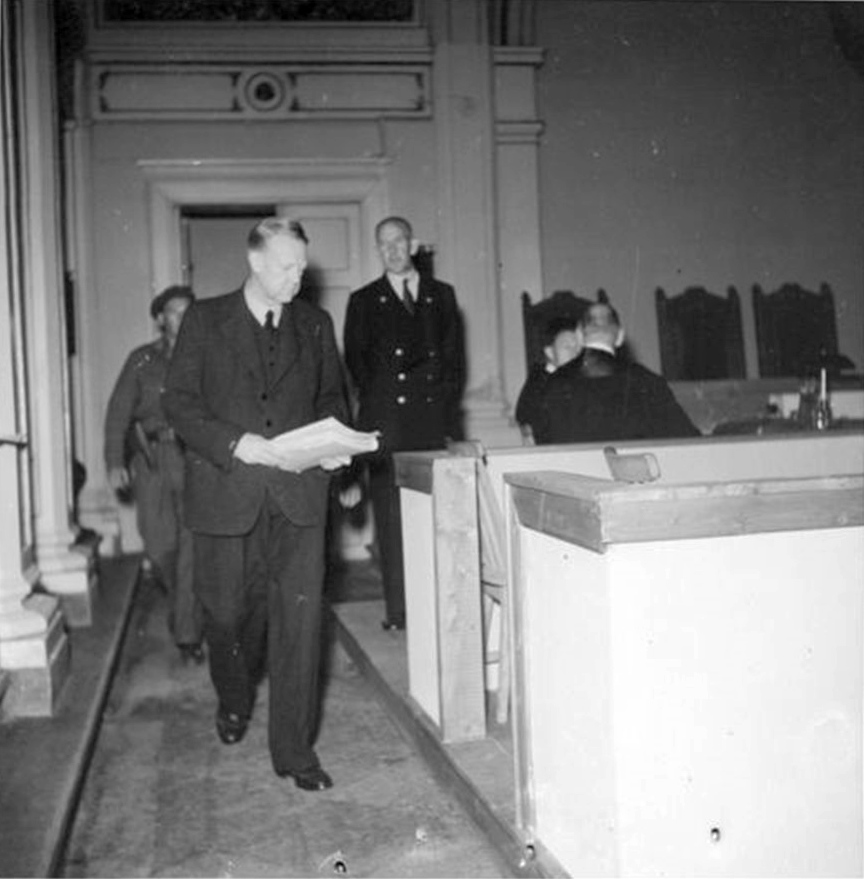
Quisling inträder i rådssalen där han ska ställas inför rätta.

Rättegången mot Quisling inleddes den 22 augusti 1945. Quisling hölls häktad på Akershus fästning. Rättsförhandlingarna hölls i den närbelägna konsertsalen Den gamle losjen. Quisling försvarades av advokat Henrik Bergh som enligt framstående bedömare skötte försvaret utan anmärkningar. Åklagarsidan företräddes av Erik Solem. De viktigaste åtalspunkterna var landsförräderi och mord, men omfattade också stöld och häleri. Bland annat beskylldes Quisling för att ha låtit plundra slottet på dyrbart lösöre. Ingen sinnesundersökning utfördes, men i ett expertutlåtande förklarades att Vidkun Quisling inte var sinnessjuk, vilket gjorde att han kunde dömas till rättsliga påföljder. Han dömdes till döden i den lägsta rättsliga instansen. Fallet prövades därefter inför högre rätt utan att dödsdomen ändrades. I domen hette det bland annat:
Tiltalte Vidkun Abraham Lauritz Quisling dømmes til døden for forbrytelse mot den militære straffelovs § 80, nr. 1, 2 og 3 og mot den borgerlige straffelovs §§ 83, 84, 86, 98, 233, 239, 255, jfr. §§ 256, 257, 275 og 317, jfr. § 318 og de provisoriske anordninger av 3. oktober 1941 og 22. januar 1942, alt sammenholdt med straffelovens § 62.
Tiltalte frifinnes for tiltalebeslutningens punkter I d, V c, VI e, VIII og tilleggs-tiltakebeslutningens I e. Hos tiltalte inndras etter straffelovens § 36 kr. 1 040 000. I erstatning for saksomkostninger betaler tiltalte til statskassen kr. 1 500.
Quisling sökte aldrig nåd, men hustrun Maria Quisling skrev nådeansökningar till såväl kung Haakon som statsminister Einar Gerhardsen – utan framgång. Efter avslutad rättslig prövning flyttades Quisling till arrest i polishuset på Møllergata 19 i Oslo centrum. Under kriget var Gestapos högkvarter i samma byggnad. Den 23 oktober meddelade fängelseprästen till Quisling att dödsdomen skulle verkställas under den kommande natten. Efter klockan 02.00 fördes Quisling till fästningsområdet Akershus. Quisling tvingades bära ögonbindel. Arkebuseringen skedde vid kruttornet klockan 02.45. Kroppen kremerades och askan förvarades i en urna i 17 år hos Oslos polismästare. Därefter överlämnades urnan till hustrun Maria, som förde urnan till familjegraven vid Gjerpens kyrka i Telemark fylke. Maria Quisling jordfästes i samma grav år 1980.

## Quisling som eponym
Språkligt har ordet quisling kommit att bli synonymt med "landsförrädare".